# Брадул
Брадул — струмок в Україні у Тячівському районі Закарпатської області. Права притока річки Лужанка (басейн Дунаю).
У деяких джерелах зазначається як права притока Мокрянки

## Опис
Довжина струмка приблизно 3,54 км, найкоротша відстань між витоком і гирлом — 3,14  км, коефіцієнт звивистості річки — 1,13 . Формується багатьма струмками.

## Розташування
Бере початок на східних схилах гори Манчул (1501,1 м). Тече переважно на північний схід і впадає у річку Лужанку, праву притоку річки Тересви.

## Цікаві факти
- Біля гирлп ставка на південній стороні розташований Угольсько-Широколужанський заповідний масив[3].